# Конезаводский
Конезаво́дский — посёлок в Марьяновском районе Омской области России, административный центр Васильевского сельского поселения.
Население — 1957 (2010)

## Физико-географическая характеристика
Конезаводский находится в лесостепи в пределах Ишимской равнины, являющейся частью Западно-Сибирской равнины. В окрестностях населённого пункта распространены лугово-чернозёмные солонцеватые и солончаковые почвы и солонцы луговые. Гидрографическая сеть не развита: реки и озёра вблизи деревни отсутствуют. Высота над уровнем моря — 110 м
По автомобильным дорогам расстояние до областного центра города Омск составляет 41 км, до районного центра посёлка Марьяновка — 19 км.
Климат
Климат резко континентальный, со значительными перепадами температур как между климатическими сезонами, так и порой в течение суток (согласно классификации климатов Кёппена — Dfb). Многолетняя норма осадков — 391 мм. Наибольшее количество осадков выпадает в июле — 63 мм, наименьшее в феврале-марте — по 14 мм. Среднегодовая температура положительная и составляет + 1,2 С, среднесуточная температура самого холодного месяца — января −17,6 С, самого жаркого — июля +19,4 С.

## История
Основан как центральная усадьба совхоза № 22 «Конезавод», образованного в 1920 году на базе национализированного имения Ремпенинга.

## Население
| 2010 |
| ---- |
| 1957 |